# Darío Rojas
Rubén Darío Sebastián Rojas Dielma (né le 20 janvier 1960 à Buenos Aires en Argentine) est un joueur de football argentin naturalisé bolivien, qui évoluait au poste de gardien de but.

## Biographie

### Carrière en sélection
Avec l'équipe de Bolivie, il dispute 18 matchs entre 1993 et 1994. Il figure notamment dans le groupe des sélectionnés lors de la Copa América de 1993.
Il joue également la Coupe du monde de 1994.